# 菲爾德鎮區 (明尼蘇達州聖路易斯縣)
菲爾德鎮區（英語：Field Township）是位於美國明尼蘇達州聖路易斯縣的一個行政鎮區。

## 地方資料
菲爾德鎮區的面積為140.34平方千米，當中陸地面積為140.32平方千米，而水域面積為0.02平方千米。根據2020年美國人口普查的數據，當地共有人口351人，而人口密度為每平方千米2.5人。